# Bula (Guiné-Bissau)

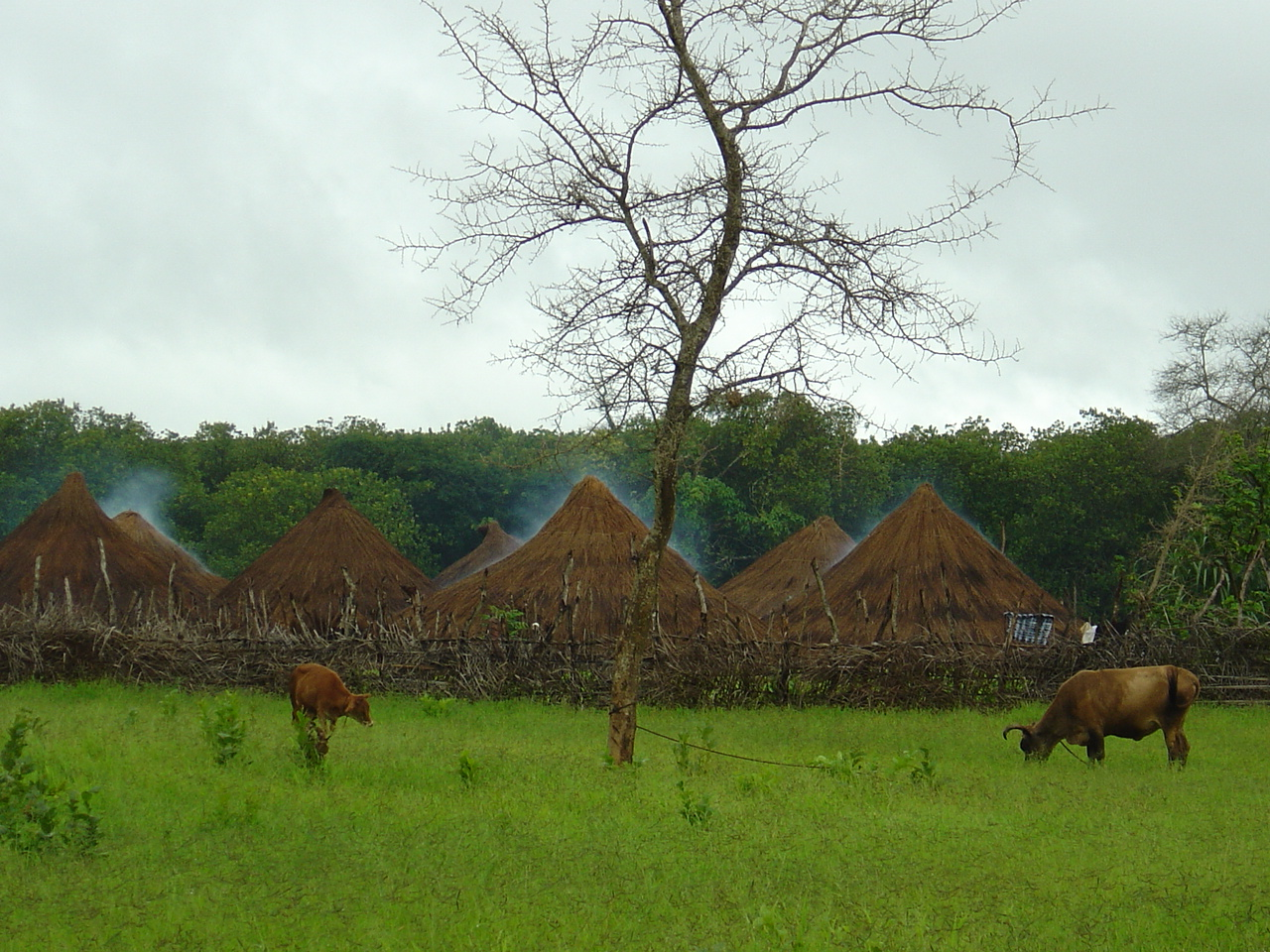
Aldeia na savana - Bula - Guiné-Bissau

Bula é uma cidade e sector na região de Cacheu da Guiné-Bissau com 746 km².
A prática desportiva mais popular da localidade é o futebol, e sua equipa mais famosa é o Nuno Tristão Futebol Clube. A equipa manda seus jogos no Estádio José Ansumane Queta.